# Volha Tsander
Volha Tsander (vitryska: Вольга Міхайлаўна Цандэр, Volha Michajlaŭna Tsander), född 18 maj 1976 i Hrodna, är en vitrysk friidrottare som tävlar i släggkastning.
Tsander var i final vid VM 2001 i Edmonton där hon slutade tia med ett kast på 64,10. Hon deltog även vid Olympiska sommarspelen 2004 då hon slutade sexa med ett kast på 72,27. Samma år blev hon även tvåa vid IAAF World Athletics Final.

## Personligt rekord
- Släggkastning - 76,66 meter